# Conferência do Cairo

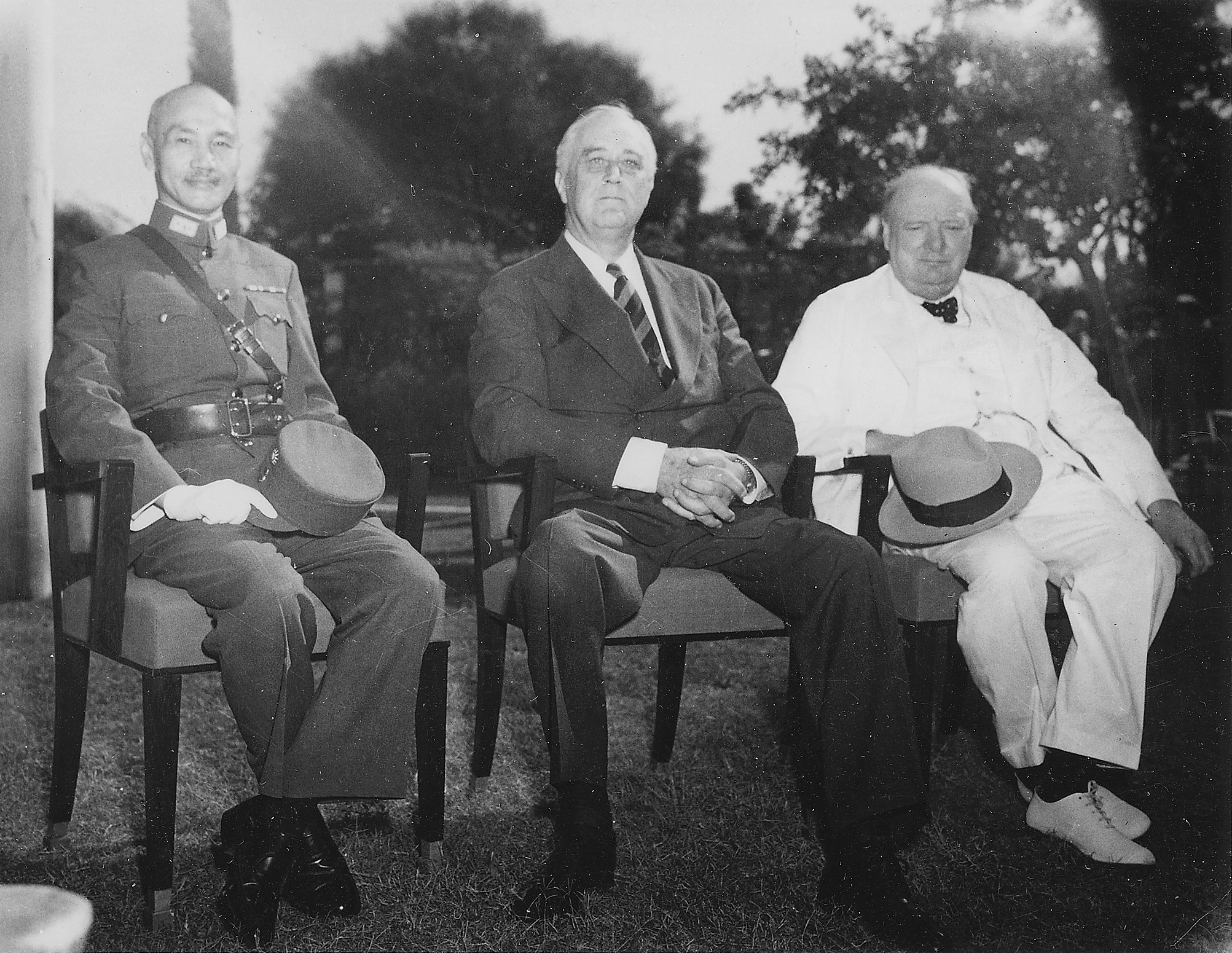
Chiang Kai-Shek, Roosevelt e Churchill em 25 de Novembro de 1943 durante a conferência.

A Conferência do Cairo (codinome Sextante) de 22 a 26 de novembro de 1943, realizada no Cairo, Egito, dirigiu-se à posição dos Aliados contra o Japão durante a Segunda Guerra Mundial e tomou decisões sobre a Ásia no pós-guerra. A reunião contou com a presença ilustre do presidente Franklin Roosevelt dos Estados Unidos, o primeiro-ministro Winston Churchill do Reino Unido, e o General Chiang Kai-shek da República da China. O líder da União Soviética, Joseph Stalin, se recusou a participar da conferência, alegando que uma vez que Chiang estava participando, isto poderia causar provocação entre a União Soviética e o Japão. (O Pacto nipônico-soviético de 1941 foi um acordo de onze anos de neutralidade entre as duas nações; em 1943 a União Soviética não estava em guerra com o Japão, enquanto que a China, o Reino Unido e os Estados Unidos estavam).
O encontro no Cairo foi realizado em uma residência do embaixador americano para o Egito, Alexander Kirk, perto das Pirâmides. Stalin se encontrou dois dias depois com Roosevelt e Churchill em Teerã, no Irã, para a Conferência de Teerã.
A Declaração do Cairo foi assinada em 27 de novembro de 1943 e liberada em um comunicado através do rádio em 1 de dezembro de 1943, declarando as intenções dos aliados de continuarem implementando as forças militares, até a rendição incondicional do Japão. As três principais cláusulas da Declaração do Cairo foram que "o Japão seja despojado de todas as ilhas do Pacífico que tenha apreendido ou ocupado desde o início da Primeira Guerra Mundial em 1914", "todos os territórios que o Japão roubou dos chineses, tais como a Manchúria, Formosa e os Pescadores, serão restituídos à República da China", e que "em devido tempo", a Coreia se tornará livre e independente".